# 八筬美恵
八筬 美恵（やおさ みえ、1970年5月21日 - ）は福島県出身の車いすテニス選手。千葉県在住。

## 来歴
東白川郡棚倉町出身。県立棚倉高校2年だった1988年、交通事故で脊髄を損傷し車いす生活となる。
1991年にリハビリテーションとして車いすテニスに出会う。東京の三鷹市役所に勤務していたが2000年に退職し、夫と千葉県流山市に転居し本格的に練習を始める。2002年の釜山フェスピックで女子ダブルスで金メダル、シングルスで銅メダル、2004年のアテネパラリンピックではダブルスで4位の成績をおさめた。2006年、クアラルンプールで開催されたフェスピックではダブルスで銀メダル、シングルスで銅メダルを獲得している。

## 主要大会獲得タイトル

### 女子シングルス
- JWTAマスターズ
  - 2002, 2003, 2004, 2005, 2006, 2007
- 全豪オープン車いすテニスクラシックエイト
  - 2005

### 女子ダブルス
- フェスピック
  - 2002